# 연착륙

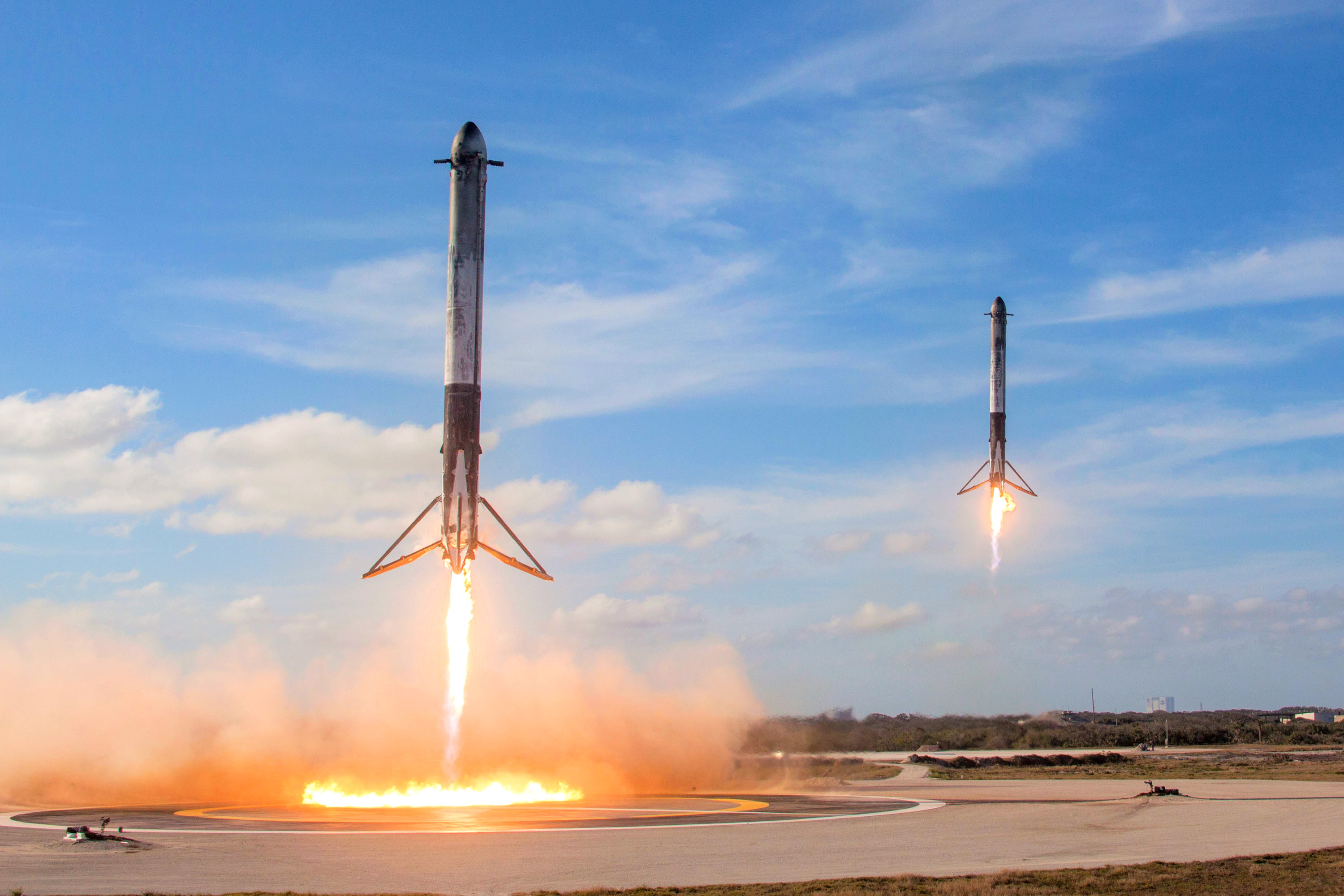
LZ-1과 LZ-2에 연착륙을 수행하는 B1023과 B1025(2018년 2월)

연착륙 또는 소프트 랜딩(soft landing)은 경착륙과 달리 차량이나 탑재체에 심각한 손상이나 파괴를 초래하지 않는 모든 유형의 항공기, 로켓 또는 착륙선의 착륙 유형이다. 연착륙 시 평균 수직 속도는 초당 약 2미터(6.6피트) 이하여야 한다.
연착륙은 다음과 같은 방법으로 달성할 수 있다.
- 낙하산—종종 물 속으로 들어가는 경우가 있다.
- 종종 VTVL이라고 하는 역추진 로켓을 사용한 수직 로켓 동력(VTOL이라고 하는 수직 착륙은 일반적으로 로켓이 아닌 수평 자세로 항공기 착륙을 위한 것임)
- 수평 착륙, 대부분의 항공기와 우주 왕복선과 같은 일부 우주선은 낙하산과 함께 이 방향으로 착륙한다.
- 코로나 정찰위성과 마찬가지로 공중에 갇힌 후 다른 형태로 착륙하는 경우.
- 리소브레이킹(lithobraking)이라고 불리는 신체 표면의 충격으로 착지 속도를 감소시킨다.